# Georg Monthy
Georg Monthy (28. Mai 1897 in Reinheim bei Darmstadt – 4. Juni 1984 in Salzburg) war ein deutscher Opernsänger der Stimmlage Bariton.

## Leben und Werk
Der Sänger debütierte 1928 am Stadttheater von Ulm. Von 1930 bis 1932 lebte er in Berlin und absolvierte eine Reihe von Gastspielen. Danach war er jeweils eine Spielzeit lang an der Deutschen Musikbühne, einer Wanderbühne, und am Opernhaus Breslau engagiert. Danach lebte er wiederum gastierend in Berlin. 1936 übernahm er die Rolle des Jaroslav Prus in der österreichischen Erstaufführung der Janáček-Oper Die Sache Makropulos im Theater an der Wien. Im selben Jahr führte ein Gastspiel an der Wiener Staatsoper zu seiner Verpflichtung als Ensemblemitglied. Er übernahm hier zentrale Rollen des italienischen Repertoires, Graf Luna, Vater Germont, Marquis Posa, Amonasro, Alfio und Tonio, er sang die Titelpartien im Don Giovanni und im Rigoletto, war aber auch als Comprimario mit kleinen und kleinsten Rollen betraut, beispielsweise 6-mal als Zweiter Nazarener in der Salome, 17-mal als alter Zigeuner im Troubadour, 5-mal als Ali-Bey in der Fledermaus oder 15-mal als Flandrischer Deputierter im Don Carlos. 1938 wurde er erstmals zu den Salzburger Festspielen eingeladen, als Konrad Nachtigall in den Meistersingern von Nürnberg, eine Rolle, die er auch in Wien verkörperte. Er blieb bis 1944 fest in Wien engagiert und gastierte danach noch fallweise an der Staatsoper, zumindest bis zum 2. April 1947, als er den Sebastiano in Tiefland gab. Er gastierte auch am Grazer Opernhaus und an der Wiener Volksoper. Von 1947 bis 1949 war er am Landestheater Salzburg verpflichtet. Bei den Salzburger Festspielen übernahm er 1949 den Haushofmeister bei der Feldmarschallin sowie den Polizeikommissar im Rosenkavalier, 1951 und 1952 den Montano im Otello. Es behielt seinen Wohnsitz in Salzburg und gab weiterhin Konzerte und Gastspiele.
Er wurde am Friedhof Aigen in Salzburg bestattet.

## Rollen (Auswahl)

### Uraufführungen
- 1937: Jaromír Weinberger: Wallenstein – Wiener Staatsoper (11. November), als Jäger
- 1938: Franz Salmhofer: Iwan Sergejewitsch Tarassenko – Wiener Staatsoper (9. März), als Unteroffizier Kalennik
- 1941: Rudolf Wagner-Régeny: Johanna Balk – Wiener Staatsoper (4. April), als Johannes Balk

### Repertoire
| d’Albert: - Sebastiano in Tiefland Beethoven: - Don Fernando und Zweiter Gefangener im Fidelio Bizet: - Escamillo, Moralès und Zuniga in Carmen Humperdinck: - Vater in Hänsel und Gretel Janáček: - Jaroslav Prus in Die Sache Makropulos Lehár: - Fu-Li und Oberpriester in Land des Lächelns - Adjutant des Herzogs und Antonio in Giuditta Leoncavallo: - Silvio, Tonio und Bauer im Bajazzo Lortzing: - Graf von Liebenau in Der Waffenschmied Mascagni: - Alfio in Cavalleria rusticana Meyerbeer: - Brahma-Priester in Die Afrikanerin Millöcker: - Herzog Adam Kasimir von Polen und Schweinitz im Bettelstudenten Mozart: - Anführer der Wachen in Die Entführung aus dem Serail - Titelpartie im Don Giovanni - Papageno und Erster Priester in Die Zauberflöte Offenbach: - Vier Dämonen in Hoffmanns Erzählungen |  | Puccini: - Marcello und Schaunard in La Bohème - Cesare Angelotti in Tosca - Sharpless in Madame Butterfly - Jake Wallace und Bello im Mädchen aus dem Goldenen Westen - Marco in Gianni Schicchi - Ping in Turandot Rossini: - Figaro in Der Barbier von Sevilla Richard Strauss: - Haushofmeister bei der Feldmarschallin, Herr von Faninal und Polizeikommissär im Rosenkavalier - Perückenmacher in Ariadne auf Naxos - Buckliger und Einäugiger in Die Frau ohne Schatten - Graf Lamoral und Graf Dominik in Arabella Verdi: - Titelpartie und Marullo im Rigoletto - Graf von Luna im Troubadour - Giorgio Germont in La traviata - René Ankarström/Renato im Maskenball - Marquis von Posa im Don Carlos - Amonasro in der Aida - Montano im Otello - Ford im Falstaff Wagner: - Wolfram von Eschenbach in Tannhäuser - Heerufer des Königs in Lohengrin - Melot in Tristan und Isolde - Konrad Nachtigall und Ulrich Eißlinger in Die Meistersinger von Nürnberg Weber: - Kaspar und Ottokar in Der Freischütz - Kobold und Babekan in Oberon |

Quellen für das Rollenverzeichnis: Kutsch/Riemens und Archiv der Wiener Staatsoper.

## Diskographie
Aufzeichnungen bestehen nur aus kleineren Partien, beispielsweise ein Mitschnitt als Silvio an der Wiener Staatsoper, weiters als Konrad Nachtigall in den Meistersingern und als Buckliger in der Frau ohne Schatten. Es gibt auch eine Rosenkavalier-Gesamtaufnahme mit der Salzburger Festpielbesetzung von 1949, dirigiert von George Szell, sowie ein Otello, ebenfalls aus Salzburg, dirigiert von Wilhelm Furtwängler. In beiden Gesamtaufnahmen ist er wiederum in kleinen Rollen zu hören. Weiters kursieren zwei Lied-Aufnahmen: Prinz Eugen von Carl Loewe und Die beiden Grenadiere von Robert Schumann.
1994 wurden weitere Mitschnitte aus der Wiener Staatsoper veröffentlicht, darunter Webers Freischütz, Smetanas Die verkaufte Braut, Verdis Falstaff und Salmhofers Iwan Tarassenko.